# Tor Magnolia
Tor Magnolia – nieistniejący już tor wyścigowy w Szczecinie.

## Historia
Magnolia była torem ulicznym, zlokalizowanym na fragmencie autostrady Berlinki i węźle Rzęśnica pod Szczecinem. Tor był wyłożony asfaltem, betonem i kostką bazaltową. Długość jednego okrążenia wynosiła trzy kilometry.
W latach 1968–1970 na Torze Magnolia odbywały się wyścigi w ramach Pucharu Pokoju i Przyjaźni. W 1968 roku na torze organizowano zawody Polskiej Formuły 3, a od sezonu 1973 – WSMP. Po 1976 roku zrezygnowano z organizacji wyścigów na Torze Magnolia.

## Zwycięzcy w PPiP
| Sezon | Kierowca           | Samochód   |
| ----- | ------------------ | ---------- |
| 1970  | Vladimír Hubáček   | Lotus-Ford |
| 1969  | Vladislav Ondřejík | Lotus-Ford |
| 1968  | Miroslav Fousek    | Škoda      |